# Championnat de Corée du Sud de football 1997
Navigation
Saison précédente Saison suivante
La saison 1997 du Championnat de Corée du Sud de football était la 15e édition de la première division sud-coréenne à poule unique, la K-League. Dix clubs prennent part au championnat au sein d'une poule unique, où toutes les équipes se rencontrent deux fois, à domicile et à l'extérieur. Il n'y a pas de relégation en fin de saison, au vu du faible nombre d'équipes engagées dans la compétition.
C'est le club de Busan Daewoo Royals qui remporte la compétition cette saison en tête du classement final, avec un seul point d'avance sur le club des Chunnam Dragons et 7 sur le duo composé du Ulsan Hyundai Horang-i, tenant du titre, et des Pohang Steelers. C'est le 4e titre de l'histoire du club.

## Les 10 clubs participants
| - Bucheon SK - Busan Daewoo Royals - Hyundai Horang-i - Pohang Steelers - Suwon Samsung Bluewings | - Anyang LG Cheetahs - Cheonan Ilhwa Chunma - Chonbuk Dinos - Chunnam Dragons - Daejeon Citizen - Nouveau club en K-League |

## Compétition
Le barème de points servant à établir le classement se décompose ainsi :
- Victoire : 2 points
- Match nul : 1 points
- Défaite : 0 point

### Classement
| Rang | Équipe                   | Pts | J  | G  | N | P  | Bp | Bc | Diff |
| ---- | ------------------------ | --- | -- | -- | - | -- | -- | -- | ---- |
| 1    | Busan Daewoo Royals      | 37  | 18 | 11 | 4 | 3  | 24 | 9  | +15  |
| 2    | Chunnam Dragons C        | 36  | 18 | 10 | 6 | 2  | 26 | 13 | +13  |
| 3    | Ulsan Hyundai Horang-i T | 30  | 18 | 8  | 6 | 4  | 28 | 21 | +7   |
| 4    | Pohang Steelers          | 30  | 18 | 8  | 6 | 4  | 25 | 22 | +3   |
| 5    | Suwon Samsung Bluewings  | 28  | 18 | 7  | 7 | 4  | 23 | 23 | 0    |
| 6    | Chonbuk Dinos            | 26  | 18 | 6  | 8 | 4  | 32 | 25 | +7   |
| 7    | Daejeon Citizen          | 16  | 18 | 3  | 7 | 8  | 21 | 25 | -4   |
| 8    | Cheonan Ilhwa Chunma     | 13  | 18 | 2  | 7 | 9  | 19 | 31 | -12  |
| 9    | Anyang LG Cheetahs       | 11  | 18 | 1  | 8 | 9  | 15 | 27 | -12  |
| 10   | Bucheon SK               | 11  | 18 | 2  | 5 | 11 | 19 | 36 | -17  |

|  | Qualification pour la Coupe d'Asie des clubs champions 1998-1999 |
|  | Qualification pour la Coupe des Coupes 1998-1999                 |
|  | T Tenant du titre C Vainqueur de la Coupe de Corée du Sud        |

## Bilan de la saison
| Championnat de Corée du Sud de football 1997 |                                |
| Champion                                     | Busan Daewoo Royals (4e titre) |
| Coupes et trophées                           |                                |
| Vainqueur de la Coupe de Corée du Sud 1997   | Chunnam Dragons                |
| Qualifications continentales                 |                                |
| Coupe d'Asie des clubs champions 1998-1999   | Busan Daewoo Royals            |
| Coupe d'Asie des clubs champions 1998-1999   | Pohang Steelers (tenant)       |
| Coupe des Coupes 1998-1999                   | Chunnam Dragons                |
| Promotions et relégations                    |                                |
| Promus en K-League                           | Aucun                          |
| Relégués en K2-League                        | Aucun                          |